# Solo: Egy Star Wars-történet
A Solo: Egy Star Wars történet (eredeti cím: Solo: A Star Wars Story) 2018-ban bemutatott amerikai űrwestern film, a Csillagok háborúja franchise második antológiafilmje.
A filmet 2017 januárjában kezdték forgatni a London melletti Pinewood Studiosban. A film kezdeti rendezői Phil Lord és Christopher Miller voltak, helyüket 2017 júniusában Ron Howard vette át. A filmet Jonathan Kasdan és Lawrence Kasdan forgatókönyve alapján forgatták; és a Lucasfilm, a Walt Disney Pictures leányvállalata gyártotta. Magyarországon a Fórum Hungary forgalmazza.
A film a 2016-ban bemutatott Zsivány Egyes után a második Csillagok háborúja antológia film. A Csillagok háborúja univerzumán belül a Solo cselekménye az 1977-ben mozikba került Egy új remény előtt játszódik. Középpontjában a csempész Han Solo kalandjai állnak fiatalkorának abból a szakaszából, amikor Solo megismerkedett Csubakkával és Lando Calrissiannal. A többi filmben Harrison Ford által alakított Solót ebben a filmben Alden Ehrenreich játssza, aki mellett feltűnik még Woody Harrelson, Emilia Clarke, Donald Glover, Thandiwe Newton, Phoebe Waller-Bridge, Joonas Suotamo és Paul Bettany is.
A filmet az Egyesült Államokban 2018. május 25-én, míg Magyarországon 2018. május 24-én mutatták be.

## Cselekmény
A történet a fiatal Han Solo és vuki társa, Csubakka megismerkedését és kalandjaik kezdetét mutatja be, köztük a Millennium Falcon kártyán való elnyerését Lando Calrissiantól.
Han a Korélia nevű bolygón él, ahol van egy Qi’ra nevű barátnője. Gyakorlatilag rabszolgaként kell dolgozniuk. Mivel nincsenek hivatalos okmányaik, amivel elhagyhatnák a bolygót, Han szökést tervez, ami megvesztegetéssel majdnem sikerül, de barátnőjét az őrök visszarángatják. A vámtisztviselő a „Solo” családnevet adja neki, amikor Han azt mondja, hogy nincs családja, „egyedül” van (azaz „szólóban”).
Han beáll a Birodalmi Hadseregbe, mert pilóta szeretne lenni, azonban három évig gyalogos katonaként alkalmazzák. Amikor dezertálni akar, egy verembe lökik egy ismeretlen szörnyeteg elé, hogy az széttépje, ő azonban megérti a lény állati üvöltéseit, amik a vuki nyelv hangjainak bizonyulnak. A lény neve Csubakka. Han ráveszi, hogy csak látszólag verekedjenek, és inkább szökjenek meg egy csempészhajón, ami éppen felszálláshoz készül. Han rábeszéli őket (vezetőjük Tobias Beckett), hogy ők ketten hasznos tagjai lesznek a csapatnak (mivel megtudja, hogy valami értékeset készülnek elrabolni és kevesen vannak hozzá). Han akció közben átveszi a pilóta helyét, amikor a hat végtaggal rendelkező lényt lövés éri és meghal. A kis csapatot ugyanis martalócok támadják, akik maguknak akarják a zsákmányt. Mindkét csapat megcsáklyázza ugyanazt a konténert, végül Han végszükségből (hogy ne ütközzenek neki egy hegynek) leválasztja a hajóról, mire a rakomány a heggyel együtt felrobban.
Azonban a rakomány egy megbízás része volt, és le kellett volna szállítaniuk Dryden Vosnak, akinek társaságában Han felfedezi Qi’rát. A megbízójuk a hiperüzemanyagként használható anyagot egy Vörös Hajnal nevű szervezetnek továbbította volna, ezért Han felveti azt az ötletet, hogy szerezzék meg az ásványt nyers állapotában arról a bolygóról (Kessel), ahol bányásszák (és nem őrzik páncélszekrényben), majd finomíttassák egy másik bolygón (Szavarin), a közelben.
Az akcióhoz egy gyors hajóra van szükségük, ezt Qi’ra biztosítja számukra, mivel ismer egy Lando Calrissian nevű hamiskártyást, aki kártyán nyert egy ilyen hajót, aminek neve Millennium Falcon. Lando azonban csak bérbe adja oda a hajót, a nyereség 20%-áért, és nem engedi másnak vezetni, így ő maga és női robot navigátora a pilóta, akihez szoros érzelmi szálak fűzik.
Az ásványt sikerül kellő mennyiségben megszerezni a bányából, azonban heves tűzharc tör ki, amiben a robot pilóta súlyosan megsérül és később el is pusztul. Memóriáját áttöltik a hajó adatbankjába, így rendelkezésükre áll a menekülő útvonal. A hajót Han irányítja a „Kessel Útvonal”-on, ami egy fekete lyuk közelében vezet. Nem messze tőle egy hatalmas, polipszerű lény majdnem elkapja őket a csápjaival, de Han a „térnyelőnek” nevezett hely közelébe csalogatja, ami beszippantja a lényt, és ők is majdnem belezuhannak. Hajójukat egyetlen csepp hiperűr üzemanyaggal turbózzák fel, így sikerül elmenekülniük a fekete lyuk közeléből. Han társpilótája Csubakka lesz, akiről kiderül, hogy van tapasztalata az ilyen hajókkal.
A Szavarin bolygón megint csak martalócokkal találkoznak, akikről kiderül, hogy a saját bolygóikat védő, az elnyomó hatalom ellen harcoló fiatal harcosokról van szó, akik a segítségüket kérik, mert szükségük van az üzemanyagra. Han előáll egy kockázatos tervvel, azonban Tobias Beckett inkább elhagyja a csapatot.
Han látszólag leszállítja a zsákmányt Tobias Beckett megbízójának, Drydennek, de ő rájön, hogy az hamisítvány. Összecsapnak és Qi’ra harcban megöli Drydent. Han átadja az összes üzemanyagot a „martalócoknak”, akik „Lázadók”-nak nevezik magukat. Beckett lényegében Dryden oldalára állt, ezért Han és Beckett párbajoznak, Han lelövi Beckett-et.
Qi’ra hologram-adáson keresztül felveszi a kapcsolatot Darth Maullal, akiről kiderül, hogy a Vörös Hajnal valódi ura. Maul a Dathomir bolygóra hívja. Qi’ra elindul Dryden űrhajójával.
Han és Csubakka meglátogatják Lando Calrissiant, akivel Han leül kártyázni, előtte azonban elveszi tőle az ingujjában rejtegetett kártyalapot. Mivel Lando biztos a dolgában, felteszi tétnek a Millennium Falcont is, így azt Han (tisztességesen, mivel nem használta az elvett kártyalapot) elnyeri tőle.

## Szereposztás
| Szerep           | Színész              | Magyar hang      | Leirás                                                                                          |
| ---------------- | -------------------- | ---------------- | ----------------------------------------------------------------------------------------------- |
| Han Solo         | Alden Ehrenreich     | Minárovits Péter | Cinikus tinédszer csempész, aki csatlakozik Beckett csapatához.                                 |
| Tobias Beckett   | Woody Harrelson      | Rátóti Zoltán    | Bűnöző és Han mentora.                                                                          |
| Qi’ra            | Emilia Clarke        | Gyöngy Zsuzsa    | Han gyerekkori barátja és szerelme.                                                             |
| Lando Calrissian | Donald Glover        | Kisfalusi Lehel  | Csempész, szerencsejátékos és önjelölt sportszerű ember a galaxis alvilágának felemelkedésében. |
| Val Beckett      | Thandiwe Newton      | Németh Borbála   | Beckett felesége, bűnözőtársa és a csapatának tagja.                                            |
| L3-37            | Phoebe Waller-Bridge | Mérai Katalin    | Lando droid társa és navigátora.                                                                |
| Csubakka         | Joonas Suotamo       | Eredeti hang     | Egy vad wookiee harcos, aki Han barátja lesz.                                                   |
| Dryden Vos       | Paul Bettany         | Bozsó Péter      | A Vörös Hajnal vezetője.                                                                        |
| Enfys Nest       | Erin Kellyman        | Csifó Dorina     | A Felhőlovasok nevű űrkalózbanda vezetője.                                                      |
| Rio Durant       | Jon Favreau (hangja) | Seszták Szabolcs | Egy Ardenniai fájba tartozó pilóta, Beckett csapatában.                                         |
| Lady Proxima     | Linda Hunt (hangja)  | Halász Aranka    | A Fehér Férgek Grindalid fájba tartozó vezetője, amelyhez Han és Qi’ra tartozik.                |
| Rebolt           | Ian Kenny            | Király Adrián    |                                                                                                 |
| Weazel           | Warwick Davis        | Szokol Péter     |                                                                                                 |
| Margo            | Charlotte Louise     | Németh Kriszta   |                                                                                                 |
| Ralakili         | Clint Howard         | Varga T. József  |                                                                                                 |
| Tak              | Anthony Daniels      | Beratin Gábor    |                                                                                                 |
| Lex              | Lily Newmark         | Laudon Andrea    |                                                                                                 |
| Ottilie          | Samantha Colley      | Vági Viktória    |                                                                                                 |
| Moloch           | Harley Durst         | Eredeti hang     |                                                                                                 |
| Darth Maul       | Ray Park             | Zágoni Zsolt     | Darth Sidious egykori zabrak tanítványa, és a Vörös Hajnal valódi vezetője.                     |
| Darth Maul       | Sam Witwer (hangja)  | Zágoni Zsolt     | Darth Sidious egykori zabrak tanítványa, és a Vörös Hajnal valódi vezetője.                     |

## Zene
2017 júliusában bejelentették, hogy a film zenéjének elkészítésére John Powell zeneszerzőt kérték fel. John Williams Han Solo karakterének a témáját készítette a filmhez.

## Bemutató
A Solo: Egy Star Wars történet bemutatója 2018. május 15-én volt a 2018-as cannes-i fesztiválon.
Az Amerikai Egyesült Államokban 2018. május 25-én, az első, 1977-ben bemutatott Csillagok háborúja film, az Egy új remény bemutatójának a 41. évfordulóján mutatták be. Annak ellenére, hogy a stúdió rendezőcserére kényszerült a film forgatása közben, a film bemutatójának időpontja nem változott. A hazai mozik 2018. május 24-re tűzték műsorukra, egyes mozikban már 23-án, premier előtti vetítéseken is látható volt a film.

## Lásd még
A Csillagok háborúja dátumai

## Fordítás
- Ez a szócikk részben vagy egészben  a   Solo: A Star Wars Story című angol Wikipédia-szócikk ezen változatának fordításán alapul.  Az eredeti cikk szerkesztőit annak laptörténete sorolja fel. Ez a jelzés csupán a megfogalmazás eredetét és a szerzői jogokat jelzi, nem szolgál a cikkben szereplő információk forrásmegjelöléseként.